# Ronald William Bailey
Ronald William Bailey CMG (* 1918 Southampton; † 14. Mai 2010 in Sussex) war Botschafter des Vereinigten Königreiches.

## Leben
Bailey besuchte die King Edward VI School in Southampton, als Southampton der passagierstärkste Hafen im Vereinigten Königreich war. Nach seinem Schulabschluss lernte er Französisch und Spanisch und erhielt 1936 ein Stipendium an der Trinity Hall. Dort freundete er sich mit Fuad, dem Sohn eines ägyptischen Landwirtschafts- und späteren Verteidigungsministers, an, der ihn 1938 zu einem langen Aufenthalt in Ägypten einlud.
Mit 16 weiteren Anwärtern erlangte Bailey nach einem Abschlussexamen die Aufnahme in den auswärtigen Dienst. Er entschied sich für den konsularischen Dienst, da der diplomatische Dienst ab 1936 ein selbständiges Einkommen und die Beherrschung der deutschen Sprache voraussetzte. David Scott, Staatssekretär im Außenministerium, sandte ihn nach Beirut. Von 1939 bis 1941 war Bailey am britischen Konsulat in Beirut im Konsularischen Dienst eingesetzt, lernte Arabisch und stellte Visa für britische Bürger nach Palästina aus, für das die britische Mandatsbehörde nach dem arabischen Aufstand eine Visumpflicht eingeführt hatte.
Als 1940 Frankreich die militärische Niederlage gegen das Deutsche Reich anerkannte, erklärte das Vichy-Regime, dass kein britisches Konsulat in einem französischen Hafen weiterbestehen dürfe. In Absprache des britischen Generalkonsuls Sir Godfrey Havard mit dem französischen High Commissioner Gabriel Puaux wurde das britische Generalkonsulat nach Aley, etwa 24 km von Beirut entfernt, verlegt.
1941 wurde Bailey zum Vizekonsul von Alexandria im Königreich Ägypten akkreditiert. Das Konsulat betreute etwa 40.000 britische Bürger, außerdem die Belange der englischen Handelsmarine. Zu den Aufgaben des Konsulats in Alexandria gehörte die Unterbringung und konsularische Betreuung von 2000 britischen Staatsbürgern, welche bei der Evakuierung Griechenlands vor dem deutschen Überfall überstürzt nach Alexandria gekommen waren. Unter den Geflüchteten war Lawrence Durrell, der dann die Nachrichtenabteilung in Ägypten leitete. Ein weiterer Exilgrieche in Alexandria war Georg II., dem Bailey sein Büro für einige Tage überließ.
Bailey beteiligte sich freiwillig am Minenaufspüren im Hafenbecken von Alexandria und dem Umland.
Von zwei erhabenen Punkten (Boghaz Leuchtturm im Hafen von Alexandria und Kom el-Dik (Kom el-Dekka)) wurde die Position vom Niedergang von Bomben oder Minen mittels Triangulation bestimmt, die dann entschärft werden konnten. Zu seinen konsularischen Aufgaben im Zweiten Weltkrieg gehörte es, bei verstorbenen britischen Staatsbürgern die Todesursache festzustellen und zu dokumentieren, außerdem, einen Evakuierungsplan für den Fall einer deutschen Invasion zu entwickeln, insbesondere für die große jüdische Gemeinschaft in Alexandria, da das deutsche Militär bereits bis ins circa 110 km entfernte Alamein gelangt war.
In Alexandria lernte er auch seine spätere Frau kennen, die dort beim Women’s Royal Naval Service tätig war.
Ab 1944 leitete er an der Botschaft in Kairo die Übersetzungsabteilung, in der arabische Dokumente ins Englische und umgekehrt übersetzt wurden. Freya Madeline Stark hatte für das Ministry of Information die Brethren of Freedom (Bruderschaft des Friedens) gegründet, welche auf Seiten der Alliierten standen. Als Bruder der Brethren of Freedom bereiste Bailey das ägyptische Königreich und knüpfte unter anderem Kontakte zu Moslems und der Gemeinde koptischer Christen. 1945 vertrat Bailey den britischen Botschafter bei der Bestattung von Makarius III.
1945 war er 18 Monate im Foreign and Commonwealth Office eingesetzt. Er leitete die Abteilung der früheren italienischen Kolonien (Libyen, Italienisch-Somaliland, Eritrea), die unter britischer Verwaltung standen, und Äthiopien.
Von 1947 bis 1952 war er stellvertretender britischer Konsul in Beirut. Die Botschaft hatte damals 140 Mitarbeiter akkreditiert.
Von 1952 bis 1957 war er erster Sekretär und Berater in Fragen des Mittleren Ostens an der britischen Botschaft in Washington, D.C. 1956, zur Zeit der Sueskrise, war John Coulson UK-Geschäftsträger in Washington.
Von 1957 bis 1960 war Bailey an der britischen Botschaft in Khartum akkreditiert, nachdem der Sudan am 1. Januar 1956 seine Unabhängigkeit erhalten hatte.
Von 1960 bis 1962 war er Geschäftsträger an der britischen Botschaft in Taizz im Jemen.
Der Imam des Jemen, Yahya Muhammad Hamid ad-Din, war in Sanaa ermordet worden, weshalb sein Sohn, Ahmad ibn Yahya, die jemenitische Hauptstadt nach Taizz verlegte und das Staatsgebiet von Aden beanspruchte. In Taizz war Bailey der Geschäftsträger der nichtarabischen Regierungen: USA, BRD, Äthiopien und Großbritannien. Die Währung im Jemen war der Maria-Theresien-Taler. In Taizz wurden Bailey und sein Personenschutz durch einen Messerstecher verletzt. Der Imam des Jemen entsandte den US-Geschäftsträger Robert Stookey mit einem DDR-Piloten zum Gouverneur Sir Charles Johnston nach Aden, um einen Mediziner der Royal Air Force zu holen. Bailey wurde nach Aden in ein Krankenhaus gebracht.
Später war er Generalkonsul in Göteborg und hauptsächlich verantwortlich für den Ausbau der Handelsbeziehungen.
1967 bis 1971 war er als Botschafter in Bolivien, betreute aber auch alle anderen Personen, deren Länder zum Commonwealth gehörten, wie z. B. Kanada. Nach einer stabilen zweijährigen Phase, in der der Handel weiter ausgebaut wurde, folgte nach dem Tod des Präsidenten Barrientos 1969 eine unruhige Zeit, in der Botschafter aus Angst vor Kidnapping Personenschutz erhielten.
Danach war er Botschafter in Marokko.
1975 wurde er in den Ruhestand versetzt, gründete in England eine britisch-marokkanische Gesellschaft zur Förderung der Freundschaft beider Länder, wurde zum Präsidenten der Society for the Protection of Animals in North Africa (SPANA) gewählt und wurde Berater von Qabus ibn Said, Sultan des Omans.
Er war mit Joan Gray verheiratet. Die beiden hatten zwei Kinder namens Rowena and Nigel Bailey.